# Катастрофа Як-40 під Ждановом
Катастро́фа Як-40 під Маріуполем — авіаційна катастрофа, що сталася в середу 30 березня 1977 поблизу Маріуполя з літаком Як-40 авіакомпанії Аерофлот, внаслідок якої загинули 8 людей.

## Літак
Як-40 із бортовим номером 87738 (заводський — 9010310, серійний — 10-03) був випущений Саратовським авіаційним заводом 2 березня 1970 року і переданий Головному управлінню цивільного повітряного флоту, яке 12 березня направило його до Дніпропетровського авіазагону Українського територіального управління цивільного повітряного флоту. На момент катастрофи авіалайнер мав 5894 години нальоту та 6777 посадок.

## Катастрофа
Літак виконував місцевий рейс Н-925 з Дніпропетровська до Маріуполя, а пілотував його екіпаж із 327 льотного загону, що складався з командира (КПС) О. М. Прибитка, другого пілотаВ. О. Перепаденка та бортмеханіка Є. І. Курбатова. У салоні працювала стюардеса В. А. Прима. О 07:59 літак вилетів із Дніпропетровського аеропорту. На його борту перебували 24 пасажири, включно з одним незареєстрованим — бортмеханіком із 64 окремого авіазагону Білоруського управління цивільної авіації.
На підході до Жданова та після входу в повітряну зону Жданівського аеропорту екіпаж під час зв'язку з диспетчером не назвав кращу схему посадки. У свою чергу, диспетчер цього не вимагав. Проте, оскільки екіпаж погодився перевірити роботу курсо-глісадної системи СП-50, а потім виставив сигналізатор небезпечної висоти на 50 метрів, можна зробити припущення, що планувалося виконати захід по ній. У цей час небо над Ждановом було вкрите окремими хмарами, дув слабкий північно-східний вітер, стояв серпанок, а видимість становила 2000 м.
Як-40 заходив на посадку за магнітним курсом 15° (з півночі) і вже виконував четвертий розворот, коли з диспетчером зв'язався екіпаж Іл-18Б борт СРСР-75749 Бакинського авіазагону, який попросив забезпечити посадку з магнітним курсом 195° (з півдня). Нічого не сказавши екіпажу Як-40, диспетчер вимкнув систему СП-50 та привідні радіостанції для заходу з курсом 15° та увімкнув систему для заходу з курсом 195°. Екіпаж Як-40, що завершив четвертий розворот і вийшов на передпосадкову пряму, запросив увімкнути знову систему СП-50, що диспетчер і зробив. Але привідні радіостанції включаються в роботу лише за 25-30 секунд, а система СП-50 взагалі за 2 хв 50 с — 3 хв, тоді як Як-40 вже був менш ніж за 2,5 хв польоту від аеропорту. Таким чином, екіпаж у цій ситуації не міг використовувати під час заходу на посадку систему СП-50, а обладнання системи посадки (ОСП) можна було використати тільки з відстані 5—6 км до ЗПС .
Коли Як-40 увійшов у глісаду, але екіпаж про це не доповів, як і не доповів про готовність до посадки, а почав знижуватися з вертикальною швидкістю 4 м/с, яка при підльоті до дальнього привідного радіомаяка (ДПРМ) за 5—6 км від вхідного торця ЗПС знизилася до 2 м/с та зберігалась до прольоту ДПРМ, що було виконано на встановленій висоті. Таке сповільнення зниження дозволяє зробити висновок, що пілоти тепер вели літак за ОСП. Далі вертикальна швидкість знову зросла до 4 м/с. За поведінкою літака в цей період згодом зробили висновок, що пілоти перейшли на візуальний політ. Але в районі ближнього привідного радіомаяка (БПРМ) стояв туман, взагалі не передбачений метеорологічним прогнозом по аеропорту і інформації АМСЦ про який не було в диспетчера та екіпажу. Очевидці на землі свідчать, що видимість у тумані не перевищувала 500 м, а пасажири зазначають, що земля під час польоту в ньому добре проглядалася. Те, що вертикальна видимість у тумані була на задовільному рівні, створило в екіпажу ілюзію, що насправді це лише тонка плівка диму, яка не становила небезпеки для посадки. Також висока ймовірність, що, зосередившись на візуальному пілотуванні, пілоти відволікалися від контролю положення літака за приладами.
Але між ДПРМ і БПРМ авіалайнер опустився нижче за глісаду і влетів у туман. Зрозумівши, що вони можуть зіткнутися з БПРМ, командир спробував вийти зі зниження та набрати висоту, для чого взяв штурвал «на себе» та перевів двигуни у злітний режим. Але вже було пізно. О 08:39:34 МСК пролітаючи над БПРМ за 6 метрів над землею, Як-40 зіткнувся з 9-метровим залізобетонним стовпом. Від удару зруйнувалися силові елементи правої площини крила, а також бак-кесон. Паливо, що хлинуло з бака, спалахнуло, викликавши пожежу. Середній двигун одразу відключився, а авіалайнер почав входити в правий крен. Пролетівши після зіткнення зі стовпом 420 м, літак із креном 40-45° врізався правою площиною в землю за 610 м від торця ЗПС і за 140 м праворуч від її осі. Далі за крену 90° об землю правою стороною вдарився фюзеляж. Авіалайнер розвернуло праворуч на 135°, при цьому фюзеляж зруйнувався та спалахнув. У катастрофі загинули 8 людей: командир, другий пілот, бортмеханік та 5 пасажирів. Стюардеса та один пасажир отримали поранення. Вижили 20 людей.

## Причини
Причиною катастрофи є політ нижче від установленої глісади та потрапляння літака до приземного туману в районі БПРМ несподівано для екіпажу.

Події сприяли грубі порушення НПП ГА-71 і НМО ГА-73 службами метеозабезпечення (відсутність спостереження за погодою на БПРМ з МК=15° за видимості 2000 метрів і неперервних спостережень за видимістю та небезпечними явищами погоди) та керування рухом літаків (вимкнення радіотехнічних засобів посадки до посадки ПС і відсутність інформування про це екіпажу), а також нерішучі дії командира корабля із заходу на друге коло в умовах, що склалися.— 